# 东庄墓群
东庄墓群，位于中国甘肃省灵台县，为一个省级文物保护单位，类型为古墓葬。
东庄墓群的历史年代为西周。